# Malcolm Anderson
Malcolm James Anderson, meglio conosciuto come Mal Anderson (Theodore, 3 marzo 1935), è un ex tennista australiano.

## Carriera
Iniziò a giocare a tennis all'età di 8 anni ma incominciò a concentrarsi seriamente sullo sport solo raggiunti i 16 anni.

Le sue stagioni migliori furono il 1957 e il 1958 dove, tra i dilettanti, raggiunse la seconda posizione mondiale.

Nel 1957 in Australia, al primo Slam dell'anno, raggiunge le semifinali dove viene eliminato da Ashley Cooper, futuro vincitore. Invece in coppia con Cooper raggiunge la finale nel doppio dove vengono sconfitti da Lew Hoad e Neale Fraser.

Vince il primo torneo dello Slam nel doppio maschile insieme a Cooper agli Internazionali di Francia 1957 dove sconfiggono in finale Don Candy e Mervyn Rose.

Agli U.S. National Championships 1957 si scontra in finale, di nuovo con Ashley Cooper, e questa volta riesce a vincere il torneo con il risultato di 10–8, 7–5, 6–4.

L'anno successivo raggiunge la finale agli Australian Championships dove incontra Cooper, vincitore del torneo già nel 1957, che lo sconfigge ripetendo la vittoria dell'anno precedente.

La sfida si ripete anche agli U.S. National Championships 1958 dove in finale ha la meglio ancora una volta Cooper.

Nel 1959 vince il Torneo di Wembley battendo Pancho Segura in finale.

Per molto tempo non arrivò ad una finale di uno Slam fino al 1972 quando, a 36 anni, raggiunse la finale agli Australian Open dove però viene sconfitto da Ken Rosewall.

Nel 1973 vince gli Australian Open nel doppio maschile insieme a John Newcombe sconfiggendo in finale  John Alexander e Phil Dent.

Anderson fece parte del team Australiano in Coppa Davis per quattro anni, nel 1954, 1957, 1958, e 1973 vincendo il torneo nel 1957 e nel 1973.

È stato inserito nella International Tennis Hall of Fame nel 2000.

## Finali del Grande Slam

### Vinte (1)
| Anno | Torneo  | Avversario in finale | Risultato      |
| 1957 | US Open | Ashley Cooper        | 10–8, 7–5, 6–4 |

### Perse (3)
| Anno | Torneo          | Avversario in finale | Risultato                |
| 1958 | Australian Open | Ashley Cooper        | 7-5, 6-3, 6-4            |
| 1958 | US Open         | Ashley Cooper        | 6-2, 3-6, 4-6, 10-8, 8-6 |
| 1972 | Australian Open | Ken Rosewall         | 7-6, 6-3, 7-5            |